# Sírna Sáeglach
Sírna Sáeglach (à la longue vie), fils de Dian, fils de Demal  fils de  Rothechtaid mac Main, est selon les légendes médiévales et la tradition pseudo historique irlandaise un Ard ri Erenn.

## Règne
Selon le Lebor Gabála Érenn il prend le pouvoir après avoir tué son prédécesseur Ailill mac Slánuill. Il est réputé avoir séparé l'Ulster du domaine de l'Ard ri Erenn et avoir mené une guerre contre les  Ulaid, qui avaient tué son grand-père une centaine d'années auparavant , 150 ans selon les Annales des quatre maîtres , mais Geoffrey Keating, citant un ancien poème réduit cette durée à seulement 21 ans. 
Selon une version du  Lebor Gabála Érenn, les Ulaid s'unissent avec les  Fomoires et lui livrent bataille à Móin Trógaide dans le  Comté de Meath, mais la peste sévit et les chefs des deux parties en meurent. Selon une autre version acceptée par Geoffrey Keating et les Annales des quatre maîtres, Sírna est tué par Rothechtaid Rotha à Alind. Le Lebor Gabála synchronise le début de son règne avec le règne de  Deioces  chez les  Mèdes (694–665 av. J.-C. ), et sa mort celui de son successeur   Phraortès (665–633 av. J.-C. ). La chronologie de Keating  Foras Feasa ar Éirinn date son règne de  814–794 av. J.-C., les Annales des quatre maîtres  de 1181–1031 av. J.-C. .
Son fils est Ailill Olcháin, père de l'Ard ri Erenn Gíallchad.

## Source
- (en) Cet article est partiellement ou en totalité issu de l’article de Wikipédia en anglais intitulé « Sírna Sáeglach » (voir la liste des auteurs), édition du 8 avril 2012.